# Ignazio Adolfo Parodi
Ignazio Adolfo Parodi (1815 – 1886) è stato un politico e ingegnere italiano.

## Biografia
Ufficiale del Genio civile, fu deputato del Regno di Sardegna per due legislature II e III, eletto nel collegio di Rivarolo.
Gli è stato intitolato il ponte del Porto di Genova. A lui spetta, infatti, il progetto di ampliamento del Porto, completato poi nel 1892, pochi anni dopo la sua morte.